# Emberizoides
Genre
Emberizoides est un genre de passereaux de la famille des Thraupidae.

## Liste d'espèces
D'après la classification de référence du Congrès ornithologique international (ordre phylogénique) :
- Emberizoides herbicola (Vieillot, 1817) - Grand Tardivole
- Emberizoides ypiranganus H. Ihering et R. Ihering, 1907 - Petit Tardivole
- Emberizoides duidae Chapman, 1929 - Tardivole du Duida